# Copa de Liga del Perú
La Copa de Liga del Perú, también conocida como Copa Interligas, fue una copa oficial de fútbol organizada por la Federación Peruana de Fútbol en 1928.Alianza Lima fue el campeón al vencer al Circolo Sportivo Italiano, representante de la Liga Balnearios del Sur.

## Historia

### Antecedentes
A iniciativa del diario El Tiempo y la Federación Peruana de Fútbol se organizó un torneo entre los clubes y ligas de Lima y Callao en 1928. El formato y las fechas fueron programadas por la FPF además de establecer los estadios de Lima, Víctor Manuel III, Nacional, y el estadio del Callao, Modelo, como recintos de los encuentros.
Los participantes serían los clubes agrupados en las diversas Ligas de Lima y Callao además del reciente miembro afiliado de la Primera División, la Federación Universitaria.
La competencia tendría definido al finalista que enfrentaría a Alianza Lima, finalista clasificado como campeón de 1927, luego del retorno de su gira internacional por Costa Rica, México, Cuba y Panamá. El ganador obtendría la Copa de la Liga y once medallas de oro, además de una suma económica. El torneo empezó el 1 de abril de 1928.

### Desarrollo
El jueves 3 de mayo, la delegación de Alianza Lima sería recibida por las autoridades del fútbol local, Federación Peruana de Fútbol y las Ligas, en el puerto del Callao tras su gira en Centroamérica y Norteamérica, en la que ganó en 13 de sus 18 partidos disputados.
El domingo 13 de mayo, Alianza Lima venció a la Liga Balnearios del Sur representado por el Circolo Sportivo Italiano por un marcador de tres a cero en el Antiguo Estadio Nacional. Al final del encuentro, la copa y las medallas fueron entregadas por León Vega, presidente de la Federación Peruana de Fútbol.
Gira previa de Alianza Lima en Centroamérica y Norteamérica
| Cronología de partidos de la gira previa de Alianza Lima | Cronología de partidos de la gira previa de Alianza Lima | Cronología de partidos de la gira previa de Alianza Lima | Cronología de partidos de la gira previa de Alianza Lima | Cronología de partidos de la gira previa de Alianza Lima | Cronología de partidos de la gira previa de Alianza Lima |
| Partido                                                  | Local                                                    | Resultado                                                | Visita                                                   | Fecha                                                    | País                                                     |
| -------------------------------------------------------- | -------------------------------------------------------- | -------------------------------------------------------- | -------------------------------------------------------- | -------------------------------------------------------- | -------------------------------------------------------- |
| 1                                                        | Herediano                                                | 4–3                                                      | Alianza Lima                                             | 1 de enero de 1928                                       | Costa Rica                                               |
| 2                                                        | La Libertad                                              | 0–2                                                      | Alianza Lima                                             | 8 de enero de 1928                                       | Costa Rica                                               |
| 3                                                        | Domingueño                                               | 2–3                                                      | Alianza Lima                                             | 10 de enero de 1928                                      | Costa Rica                                               |
| 4                                                        | Herediano                                                | 1–4                                                      | Alianza Lima                                             | 15 de enero de 1928                                      | Costa Rica                                               |
| 5                                                        | La Libertad                                              | 1–2                                                      | Alianza Lima                                             | 22 de enero de 1928                                      | Costa Rica                                               |
| 6                                                        | Gimnástica Limonense                                     | 0–3                                                      | Alianza Lima                                             | 29 de enero de 1928                                      | Costa Rica                                               |
| 7                                                        | Atlante                                                  | 1–2                                                      | Alianza Lima                                             | 12 de febrero de 1928                                    | México                                                   |
| 8                                                        | Asturias                                                 | 1–7                                                      | Alianza Lima                                             | 19 de febrero de 1928                                    | México                                                   |
| 9                                                        | América                                                  | 3–5                                                      | Alianza Lima                                             | 26 de febrero de 1928                                    | México                                                   |
| 10                                                       | Real Club España                                         | 2–3                                                      | Alianza Lima                                             | 4 de marzo de 1928                                       | México                                                   |
| 11                                                       | América                                                  | 1–4                                                      | Alianza Lima                                             | 11 de marzo de 1928                                      | México                                                   |
| 12                                                       | Juventud Asturiana                                       | 1–1                                                      | Alianza Lima                                             | 18 de marzo de 1928                                      | Cuba                                                     |
| 13                                                       | Hispano América                                          | 2–2                                                      | Alianza Lima                                             | 25 de marzo de 1928                                      | Cuba                                                     |
| 14                                                       | Juventud Asturiana                                       | 6–1                                                      | Alianza Lima                                             | 1 de abril de 1928                                       | Cuba                                                     |
| 15                                                       | Cataluña                                                 | 4–3                                                      | Alianza Lima                                             | 5 de abril de 1928                                       | Cuba                                                     |
| 16                                                       | La Libertad                                              | 1–4                                                      | Alianza Lima                                             | 15 de abril de 1928                                      | Costa Rica                                               |
| 17                                                       | Herediano                                                | 1–8                                                      | Alianza Lima                                             | 22 de abril de 1928                                      | Costa Rica                                               |
| 18                                                       | Estrella                                                 | 1–7                                                      | Alianza Lima                                             | 26 de abril de 1928                                      | Panamá                                                   |

## Formato
Los clubes eran colocados en pares y de eliminación directa. En caso de empate, se jugaban un partido adicional hasta que un equipo fuera vencedor. En ambos casos, se consideraba la diferencia de goles. 

## Equipos participantes
| Club                                  | Ciudad |
| ------------------------------------- | ------ |
| Alianza Lima                          | Lima   |
| Federación Universitaria              | Lima   |
| Asociación Deportiva de Barrios Altos | Lima   |
| Asociación Deportiva del Rímac        | Lima   |
| Liga Balnearios del Sur               | Lima   |
| Liga Deportiva Chalaca Nr. 1          | Callao |
| Liga Deportiva Chalaca Nr. 2          | Callao |
| Liga Provincial de Lima Nr. 1         | Lima   |
| Liga Provincial de Lima Nr. 2         | Lima   |

## Cuadro de desarrollo
|  | Octavos de final              | Octavos de final              | Octavos de final              | Octavos de final              |                               |                               | Cuartos de final | Cuartos de final | Cuartos de final |                         |                         | Semifinal | Semifinal | Semifinal |  |                         | Final                   | Final | Final |  |
|  |                               |                               |                               |                               |                               |                               |                  |                  |                  |                         |                         |           |           |           |  |                         |                         |       |       |  |
|  |                               |                               |                               |                               |                               |                               |                  |                  |                  |                         |                         |           |           |           |  |                         |                         |       |       |  |
|  | A.D. del Rímac                | A.D. del Rímac                | 1                             | 7                             |                               |                               |                  |                  |                  |                         |                         |           |           |           |  |                         |                         |       |       |  |
|  | A.D. del Rímac                | A.D. del Rímac                | 1                             | 7                             |                               |                               |                  |                  |                  |                         |                         |           |           |           |  |                         |                         |       |       |  |
|  | A.D. de Barrios Altos         | A.D. de Barrios Altos         | 1                             | 0                             |                               |                               |                  |                  |                  |                         |                         |           |           |           |  |                         |                         |       |       |  |
|  | A.D. de Barrios Altos         | A.D. de Barrios Altos         | 1                             | 0                             |                               | A.D. del Rímac                | A.D. del Rímac   | 1                |                  |                         |                         |           |           |           |  |                         |                         |       |       |  |
|  |                               |                               |                               |                               |                               | A.D. del Rímac                | A.D. del Rímac   | 1                |                  |                         |                         |           |           |           |  |                         |                         |       |       |  |
|  |                               |                               | Liga Balnearios del Sur       | Liga Balnearios del Sur       | 6                             |                               |                  |                  |                  |                         |                         |           |           |           |  |                         |                         |       |       |  |
|  | Liga Provincial de Lima Nr. 2 | Liga Provincial de Lima Nr. 2 | Liga Balnearios del Sur       | Liga Balnearios del Sur       | 6                             | 1                             |                  |                  |                  |                         |                         |           |           |           |  |                         |                         |       |       |  |
|  | Liga Provincial de Lima Nr. 2 | Liga Provincial de Lima Nr. 2 |                               |                               |                               |                               |                  |                  |                  |                         |                         |           |           |           |  |                         |                         |       |       |  |
|  | Liga Balnearios del Sur       | Liga Balnearios del Sur       | 4                             |                               |                               |                               |                  |                  |                  |                         |                         |           |           |           |  |                         |                         |       |       |  |
|  | Liga Balnearios del Sur       | Liga Balnearios del Sur       | 4                             |                               |                               |                               |                  |                  |                  | Liga Balnearios del Sur | Liga Balnearios del Sur | 2         |           |           |  |                         |                         |       |       |  |
|  |                               |                               |                               |                               |                               |                               |                  |                  |                  | Liga Balnearios del Sur | Liga Balnearios del Sur | 2         |           |           |  |                         |                         |       |       |  |
|  |                               |                               | Liga Provincial de Lima Nr. 1 | Liga Provincial de Lima Nr. 1 | 1                             |                               |                  |                  |                  |                         |                         |           |           |           |  |                         |                         |       |       |  |
|  | Liga Provincial de Lima Nr. 1 | Liga Provincial de Lima Nr. 1 | Liga Provincial de Lima Nr. 1 | Liga Provincial de Lima Nr. 1 | 1                             | 4                             |                  |                  |                  |                         |                         |           |           |           |  |                         |                         |       |       |  |
|  | Liga Provincial de Lima Nr. 1 | Liga Provincial de Lima Nr. 1 |                               |                               |                               |                               |                  |                  |                  |                         |                         |           |           |           |  |                         |                         |       |       |  |
|  | Liga Deportiva Chalaca Nr. 2  | Liga Deportiva Chalaca Nr. 2  | 2                             |                               |                               |                               |                  |                  |                  |                         |                         |           |           |           |  |                         |                         |       |       |  |
|  | Liga Deportiva Chalaca Nr. 2  | Liga Deportiva Chalaca Nr. 2  | 2                             |                               | Liga Provincial de Lima Nr. 1 | Liga Provincial de Lima Nr. 1 | 4                |                  |                  |                         |                         |           |           |           |  |                         |                         |       |       |  |
|  |                               |                               |                               |                               | Liga Provincial de Lima Nr. 1 | Liga Provincial de Lima Nr. 1 | 4                |                  |                  |                         |                         |           |           |           |  |                         |                         |       |       |  |
|  |                               |                               | Liga Deportiva Chalaca Nr. 1  | Liga Deportiva Chalaca Nr. 1  | 1                             |                               |                  |                  |                  |                         |                         |           |           |           |  |                         |                         |       |       |  |
|  | Liga Deportiva Chalaca Nr. 1  | Liga Deportiva Chalaca Nr. 1  | Liga Deportiva Chalaca Nr. 1  | Liga Deportiva Chalaca Nr. 1  | 1                             | 1                             | 3                |                  |                  |                         |                         |           |           |           |  |                         |                         |       |       |  |
|  | Liga Deportiva Chalaca Nr. 1  | Liga Deportiva Chalaca Nr. 1  |                               |                               |                               |                               |                  |                  |                  |                         |                         |           |           |           |  |                         |                         |       |       |  |
|  | Federación Universitaria      | Federación Universitaria      | 1                             | 1                             |                               |                               |                  |                  |                  |                         |                         |           |           |           |  |                         |                         |       |       |  |
|  | Federación Universitaria      | Federación Universitaria      | 1                             | 1                             |                               |                               |                  |                  |                  |                         |                         |           |           |           |  | Liga Balnearios del Sur | Liga Balnearios del Sur | 0     |       |  |
|  |                               |                               |                               |                               |                               |                               |                  |                  |                  |                         |                         |           |           |           |  | Liga Balnearios del Sur | Liga Balnearios del Sur | 0     |       |  |
|  |                               |                               | Alianza Lima                  | Alianza Lima                  | 3                             |                               |                  |                  |                  |                         |                         |           |           |           |  |                         |                         |       |       |  |
|  |                               |                               | Alianza Lima                  | Alianza Lima                  | 3                             |                               |                  |                  |                  |                         |                         |           |           |           |  |                         |                         |       |       |  |
|  |                               |                               |                               |                               |                               |                               |                  |                  |                  |                         |                         |           |           |           |  |                         |                         |       |       |  |
|  |                               |                               |                               |                               |                               |                               |                  |                  |                  |                         |                         |           |           |           |  |                         |                         |       |       |  |
|  |                               |                               |                               |                               |                               |                               |                  |                  |                  |                         |                         |           |           |           |  |                         |                         |       |       |  |
|  |                               |                               |                               |                               |                               |                               |                  |                  |                  |                         |                         |           |           |           |  |                         |                         |       |       |  |
|  |                               |                               |                               |                               |                               |                               |                  |                  |                  |                         |                         |           |           |           |  |                         |                         |       |       |  |
|  |                               |                               |                               |                               |                               |                               |                  |                  |                  |                         |                         |           |           |           |  |                         |                         |       |       |  |
|  |                               |                               |                               |                               |                               |                               |                  |                  |                  |                         |                         |           |           |           |  |                         |                         |       |       |  |
|  |                               |                               |                               |                               |                               |                               |                  |                  |                  |                         |                         |           |           |           |  |                         |                         |       |       |  |
|  |                               |                               |                               |                               |                               |                               |                  |                  |                  |                         |                         |           |           |           |  |                         |                         |       |       |  |
|  |                               |                               |                               |                               |                               |                               |                  |                  |                  |                         |                         |           |           |           |  |                         |                         |       |       |  |
|  |                               |                               |                               |                               |                               |                               |                  |                  |                  |                         |                         |           |           |           |  |                         |                         |       |       |  |
|  |                               |                               |                               |                               |                               |                               |                  |                  |                  |                         |                         |           |           |           |  |                         |                         |       |       |  |
|  |                               |                               |                               |                               |                               |                               |                  |                  |                  |                         |                         |           |           |           |  |                         |                         |       |       |  |
|  |                               |                               |                               |                               |                               |                               |                  |                  |                  |                         |                         |           |           |           |  |                         |                         |       |       |  |
|  |                               |                               |                               |                               |                               |                               |                  |                  |                  |                         |                         |           |           |           |  |                         |                         |       |       |  |
|  |                               |                               |                               |                               |                               |                               |                  |                  |                  |                         |                         |           |           |           |  |                         |                         |       |       |  |
|  |                               |                               |                               |                               |                               |                               |                  |                  |                  |                         |                         |           |           |           |  |                         |                         |       |       |  |
|  |                               |                               |                               |                               |                               |                               |                  |                  |                  |                         |                         |           |           |           |  |                         |                         |       |       |  |
|  |                               |                               |                               |                               |                               |                               |                  |                  |                  |                         |                         |           |           |           |  |                         |                         |       |       |  |
|  |                               |                               |                               |                               |                               |                               |                  |                  |                  |                         |                         |           |           |           |  |                         |                         |       |       |  |
|  |                               |                               |                               |                               |                               |                               |                  |                  |                  |                         |                         |           |           |           |  |                         |                         |       |       |  |
|  |                               |                               |                               |                               |                               |                               |                  |                  |                  |                         |                         |           |           |           |  |                         |                         |       |       |  |

### Octavos de final
| Llave 1 de la Copa de la Liga; 1 de abril de 1928 | A.D. del Rímac | 1:1 | A.D. de Barrios Altos | Estadio Víctor Manuel III, Lima |  |

| Desempate de la llave 1 de la Copa de la Liga; 8 de abril de 1928 | A.D. del Rímac | 7:0 | A.D. de Barrios Altos | Estadio Víctor Manuel III, Lima |  |

| Llave 2 de la Copa de la Liga; 1 de abril de 1928 | Liga Provincial de Lima Nr. 2 | 1:4 | Liga Balnearios del Sur | Estadio Víctor Manuel III, Lima |  |

| Llave 3 de la Copa de la Liga; 8 de abril de 1928 | Liga Provincial de Lima Nr. 1 | 4:2 | Liga Deportiva Chalaca Nr. 2 | Antiguo Estadio Nacional, Lima |  |

| Llave 4 de la Copa de la Liga; 8 de abril de 1928 | Liga Deportiva Chalaca Nr. 1 | 1:1 | Federación Universitaria | Antiguo Estadio Nacional, Lima |  |

| Desempate de la llave 4 de la Copa de la Liga; 15 de abril de 1928 | Liga Deportiva Chalaca Nr. 1 | 3:1 | Federación Universitaria | Estadio Modelo, Callao |  |

### Cuartos de final
| Definición entre las llaves 1 y 2; 22 de abril de 1928 | Liga Balnearios del Sur | 6:1 | A.D. del Rímac | Estadio Víctor Manuel III, Lima |  |

| Definición entre las llaves 3 y 4; 22 de abril de 1928 | Liga Provincial de Lima Nr. 1 | 4:1 | Liga Deportiva Chalaca Nr. 1 | Estadio Víctor Manuel III, Lima |  |

### Semifinal
| Partido por la clasificación a la final; 29 de abril de 1928 | Liga Balnearios del Sur | 2:1 | Liga Provincial de Lima Nr. 1 | Estadio Víctor Manuel III, Lima |  |

## Final
| Final de la Copa de la Liga del Perú; 13 de mayo de 1928 | Alianza Lima                      | 3:0 (2:0) | Liga Balnearios del Sur | Antiguo Estadio Nacional, Lima                                |                                                               |
|                                                          | Villanueva 36', 47' · Lavalle 38' | Reporte   |                         | Asistencia: 8 000 espectadores Árbitro(s): Ricardo Arrendondo | Asistencia: 8 000 espectadores Árbitro(s): Ricardo Arrendondo |

| 1     | POR   | Eugenio Segalá       |  |
| 4     | DEF   | Domingo García       |  |
| 2     | DEF   | Alberto Soria        |  |
| 6     | DEF   | Filomeno García      |  |
| 3     | DEF   | Alfonso Saldarriaga  |  |
| 8     | MED   | Julio García         |  |
| 5     | MED   | Alberto Montellanos  |  |
| 11    | MED   | Juan Bulnes          |  |
| 10    | DEL   | Alejandro Villanueva |  |
| 7     | DEL   | José María Lavalle   |  |
| 9     | DEL   | Jorge Koochoi        |  |
| D. T. | D. T. | Guillermo Rivero     |  |

| 1     | POR   | Alfredo Berger   |  |
| 4     | DEF   | Antonio Maquilón |  |
| 2     | DEF   | Umberto Thiegui  |  |
| 6     | DEF   | Luis Mardones    |  |
| 3     | DEF   | José Pulido      |  |
| 6     | MED   | Eduardo Vinatea  |  |
| 5     | MED   | Máximo Salinas   |  |
| 11    | MED   | Johny Shaw       |  |
| 10    | DEL   | Segundo Aranda   |  |
| 7     | DEL   | Adolfo Muro      |  |
| 9     | DEL   | José Salón       |  |
| D. T. | D. T. | Antonio Maquilón |  |

| 36' · 38' · 47' | Alejandro Villanueva José María Lavalle Alejandro Villanueva | 1:0 2:0 3:0 |

| Principal | Ricardo Arrendondo |

| 1     | POR   | Eugenio Segalá       |  |
| 4     | DEF   | Domingo García       |  |
| 2     | DEF   | Alberto Soria        |  |
| 6     | DEF   | Filomeno García      |  |
| 3     | DEF   | Alfonso Saldarriaga  |  |
| 8     | MED   | Julio García         |  |
| 5     | MED   | Alberto Montellanos  |  |
| 11    | MED   | Juan Bulnes          |  |
| 10    | DEL   | Alejandro Villanueva |  |
| 7     | DEL   | José María Lavalle   |  |
| 9     | DEL   | Jorge Koochoi        |  |
| D. T. | D. T. | Guillermo Rivero     |  |

| 1     | POR   | Alfredo Berger   |  |
| 4     | DEF   | Antonio Maquilón |  |
| 2     | DEF   | Umberto Thiegui  |  |
| 6     | DEF   | Luis Mardones    |  |
| 3     | DEF   | José Pulido      |  |
| 6     | MED   | Eduardo Vinatea  |  |
| 5     | MED   | Máximo Salinas   |  |
| 11    | MED   | Johny Shaw       |  |
| 10    | DEL   | Segundo Aranda   |  |
| 7     | DEL   | Adolfo Muro      |  |
| 9     | DEL   | José Salón       |  |
| D. T. | D. T. | Antonio Maquilón |  |

| 36' · 38' · 47' | Alejandro Villanueva José María Lavalle Alejandro Villanueva | 1:0 2:0 3:0 |

| Principal | Ricardo Arrendondo |

| 1     | POR   | Eugenio Segalá       |  |
| 4     | DEF   | Domingo García       |  |
| 2     | DEF   | Alberto Soria        |  |
| 6     | DEF   | Filomeno García      |  |
| 3     | DEF   | Alfonso Saldarriaga  |  |
| 8     | MED   | Julio García         |  |
| 5     | MED   | Alberto Montellanos  |  |
| 11    | MED   | Juan Bulnes          |  |
| 10    | DEL   | Alejandro Villanueva |  |
| 7     | DEL   | José María Lavalle   |  |
| 9     | DEL   | Jorge Koochoi        |  |
| D. T. | D. T. | Guillermo Rivero     |  |

| 1     | POR   | Alfredo Berger   |  |
| 4     | DEF   | Antonio Maquilón |  |
| 2     | DEF   | Umberto Thiegui  |  |
| 6     | DEF   | Luis Mardones    |  |
| 3     | DEF   | José Pulido      |  |
| 6     | MED   | Eduardo Vinatea  |  |
| 5     | MED   | Máximo Salinas   |  |
| 11    | MED   | Johny Shaw       |  |
| 10    | DEL   | Segundo Aranda   |  |
| 7     | DEL   | Adolfo Muro      |  |
| 9     | DEL   | José Salón       |  |
| D. T. | D. T. | Antonio Maquilón |  |

| 36' · 38' · 47' | Alejandro Villanueva José María Lavalle Alejandro Villanueva | 1:0 2:0 3:0 |

| Principal | Ricardo Arrendondo |

| 1     | POR   | Eugenio Segalá       |  |
| 4     | DEF   | Domingo García       |  |
| 2     | DEF   | Alberto Soria        |  |
| 6     | DEF   | Filomeno García      |  |
| 3     | DEF   | Alfonso Saldarriaga  |  |
| 8     | MED   | Julio García         |  |
| 5     | MED   | Alberto Montellanos  |  |
| 11    | MED   | Juan Bulnes          |  |
| 10    | DEL   | Alejandro Villanueva |  |
| 7     | DEL   | José María Lavalle   |  |
| 9     | DEL   | Jorge Koochoi        |  |
| D. T. | D. T. | Guillermo Rivero     |  |

| 1     | POR   | Alfredo Berger   |  |
| 4     | DEF   | Antonio Maquilón |  |
| 2     | DEF   | Umberto Thiegui  |  |
| 6     | DEF   | Luis Mardones    |  |
| 3     | DEF   | José Pulido      |  |
| 6     | MED   | Eduardo Vinatea  |  |
| 5     | MED   | Máximo Salinas   |  |
| 11    | MED   | Johny Shaw       |  |
| 10    | DEL   | Segundo Aranda   |  |
| 7     | DEL   | Adolfo Muro      |  |
| 9     | DEL   | José Salón       |  |
| D. T. | D. T. | Antonio Maquilón |  |

| 36' · 38' · 47' | Alejandro Villanueva José María Lavalle Alejandro Villanueva | 1:0 2:0 3:0 |

| Principal | Ricardo Arrendondo |

|                                        |
| Campeón de la Copa de la Liga del Perú |
| Alianza Lima 1° título                 |